# Виборчий округ 27
Виборчий округ 27 — виборчий округ в Дніпропетровській області. В сучасному вигляді був утворений 28 квітня 2012 постановою ЦВК №82 (до цього моменту існувала інша система виборчих округів). Окружна виборча комісія цього округу розташовується в будівлі виконавчого комітету Соборної районної у місті Дніпрі ради за адресою м. Дніпро, пл. Шевченка, 7.
До складу округу входять Соборний район, частина Самарського (територія на південь від вулиці Електричної) та Центрального (квартали прилеглі до вулиць Ульянова, Херсонської і Костомарівської та все що на північ від них) районів міста Дніпро. Округ складається із двох окремих частин, які не межують між собою. Виборчий округ 27 межує з округом 25 на північному заході і на півночі, з округом 24 на сході, з округом 29 на півдні та з округом 26 на заході. Виборчий округ №27 складається з виборчих дільниць під номерами 121162-121230, 121299-121309, 121316-121317, 121464-121466 та 121480.

## Народні депутати від округу
| Ім'я                           | Фото | Партія          | Скликання | Дата набуття повноважень | Дата припинення повноважень                                |
| ------------------------------ | ---- | --------------- | --------- | ------------------------ | ---------------------------------------------------------- |
| Момот Олександр Іванович       |      | Партія регіонів | 7-ме      | 12 грудня 2012           | 27 листопада 2014                                          |
| Філатов Борис Альбертович      |      | самовисуванець  | 8-ме      | 27 листопада 2014        | 24 грудня 2015 (перейшов на посаду Міського голови Дніпра) |
| Ричкова Тетяна Борисівна       |      | самовисуванець  | 8-ме      | 6 вересня 2016           | 29 серпня 2019                                             |
| Медяник В'ячеслав Анатолійович |      | Слуга народу    | 9-те      | 29 серпня 2019           |                                                            |

## Результати виборів

### Парламентські

#### 2019
Кандидати-мажоритарники:
- Медяник В'ячеслав Анатолійович (Слуга народу)
- Нікітін Сергій Михайлович (Опозиційна платформа — За життя)
- Ричкова Тетяна Борисівна (Європейська Солідарність)
- Майденко Ігор Євгенович (самовисування)
- Мінаков Дмитро Валерійович (Батьківщина)
- Терещенко Захар Олегович (Опозиційний блок)
- Рябоконь Генадій Володимирович (самовисування)
- Толкачов Олег Іванович (Сила і честь)
- Андрійченко Олексій Дмитрович (самовисування)
- Пилипенко Анжеліка Анатоліївна (самовисування)
- Кирпенко Денис Володимирович (самовисування)
- Сімонов Юрій Юрійович (самовисування)
- Татарников Юрій Євгенійович (самовисування)
- Сніда Євгеній Олегович (самовисування)
- Окунинець Сергій Васильович (самовисування)
- Протасов Вадим Вячеславович (самовисування)
- Гордєєв Денис Олександрович (Разом сила)
- Більцан Юлія Леонідівна (Патріот)
- Єфіменко Антон Олександрович (самовисування)

#### Довибори 2016
Одномандатний мажоритарний округ:

Кандидати-мажоритарники, які набрали більше 0.5% голосів (всього було 59 кандидатів):
- Ричкова Тетяна Борисівна (самовисування)
- Краснов Загід Геннадійович (самовисування)
- Ричкова Тетяна Володимирівна (самовисування)
- Шилова Вікторія Віталіївна (самовисування)
- Корнійчук Тетяна Володимирівна (Батьківщина)
- Жуков Сергій Вікторович (самовисування)
- Краснов Загід Володимирович (самовисування)
- Крупський Анатолій Федорович (Відродження)
- Замковий Олександр Іванович (Свобода)
- Ричкова Валентина Василівна (самовисування)
- Єпіфанцева Світлана Володимирівна (самовисування)
- Рульов Сергій Михайлович (Самопоміч)
- Краснов Загід Станіславович (самовисування)
- Євтушенко Юрій Вікторович (Правий сектор)

#### 2014
Кандидати-мажоритарники:
- Філатов Борис Альбертович (самовисування)
- Єпіфанцева Світлана Володимирівна (самовисування)
- Пилипенко Анжеліка Анатоліївна (самовисування)
- Кузнецов Руслан Володимирович (Комуністична партія України)
- Лупандін Олександр Олександрович (Радикальна партія)
- Стюпан Денис Володимирович (самовисування)
- Варфоломєй Сергій Вікторович (Демократичний альянс)

#### 2012
Кандидати-мажоритарники:
- Момот Олександр Іванович (Партія регіонів)
- Староскольцева Анастасія Олександрівна (Батьківщина)
- Мамрич Олександр Степанович (УДАР)
- Чумак Світлана Олександрівна (Комуністична партія України)
- Деркач Микола Іванович (Народна партія)
- Хазан Павло Вікторович (Партія зелених України)
- Бік Дмитро Євгенович (самовисування)
- Конопелькін Олександр Вікторович (Україна — Вперед!)
- Деркач Олег Валерійович (самовисування)
- Захаров Кирило Віталійович (Україна майбутнього)
- Алмазова Ганна Володимирівна (самовисування)
- Богданенко Олександр Васильович (самовисування)
- Плюта Володимир Федорович (самовисування)

## Явка
Явка виборців на окрузі: